# Parque nacional Perito Moreno
El parque nacional Perito Moreno (estrictamente parque y reserva nacional Perito Francisco P. Moreno) es un parque nacional de Argentina, ubicado en el centro-oeste de la provincia de Santa Cruz en la Patagonia, en el límite con Chile. Abarca 126 830 ha en una región montañosa cortada por valles, algunos de los cuales se ubican a más de 900 m s. n. m. La superficie del parque nacional Perito Moreno se subdivide en dos áreas de manejo: parque nacional con 85 500 ha, y el área protegida con recursos manejados con 29 500 ha. El decreto n.º 2149/90 del 10 de octubre de 1990 designó a un sector de la primera área como reserva natural estricta. Los límites del parque nacional abarcan territorios correspondientes a dos ecorregiones: la estepa patagónica y los bosques patagónicos.

## Toponimia
El nombre del parque nacional perpetúa la memoria del Dr. Francisco Pascasio Moreno, destacado naturalista, fundador del sistema de parques nacionales de Argentina y del Museo de La Plata.

## Creación del parque
El decreto n.º 105 433 de 10 de mayo de 1937 del presidente Agustín Pedro Justo declaró reservas nacionales con destino a parques nacionales a 4 territorios de la Patagonia, entre los cuales estaba el Perito Francisco P. Moreno en el Territorio Nacional de Santa Cruz, cuyos límites fueron especificados en el artículo 2:

c) Para la reserva nacional Perito F. P. Moreno: por el norte, a partir del esquinero noroeste del lote 1 bis de la fracción A de la Colonia General Paz, el límite norte será el límite de los lotes 1 bis, 1, 2 y 3, hasta dar con el río Belgrano. Por el este sigue el curso del río Belgrano hasta dar con el límite este del lote 8 de la misma fracción A, sigue hacia el sur por el límite este de los lotes 8 y 13 hasta el esquinero sudeste del lote 1, desde este punto sigue hacia el oeste por los límites sur de los lotes 13 y 12, hasta el esquinero sudoeste del lote 12; desde este punto hacia el sur por el límite este de los lotes 20 y 21 hasta dar con una línea que corra de oeste a este a un kilómetro al sur del extremo sur del lago Nansen, la cual se prolongará hacia el oeste hasta dar con el límite internacional con Chile. Por el oeste el límite del Parque lo constituirá el límite internacional entre los límites norte y sur arrba descriptos.

Los límites este y norte de la reserva nacional fueron modificados por los decretos 105 433 (11 de mayo de 1937), 125 596 (16 de febrero de 1938) y 118 660 (30 de abril de 1942). 
El decreto ley n.º 9504 de 28 de abril de 1945 de Edelmiro Julián Farrell transformó la reserva nacional en parque nacional:

ARTICULO 7. - Declarándose parques nacionales a las Reservas Lanín, Los Alerces, Perito Francisco P. Moreno, Los Glaciares, con los límites establecidos para las zonas reservadas con tal fin por el Decreto 105.433 del 11 de mayo de 1937, y las modificaciones introducidas por los Decretos 125.596 del 18 de febrero de 1938, 94.284 del 25 de junio de 1941, 118.660 del 30 de abril de 1942 y el 129.433 del 2 de setiembre de 1942.

Por ser una norma de un gobierno de facto el decreto ley fue ratificado por ley n.º 13895, sancionada el 30 de septiembre de 1949.
La ley n.º 19292 de Alejandro Agustín Lanusse sancionada y promulgada el 11 de octubre de 1971 modificó y ordenó en una sola norma los límites de los parques nacionales:

8. - PARQUE NACIONAL PERITO MORENO
 Por el norte, a partir del esquinero noroeste del lote 1 bis de la fracción A de la Colonia General Paz, el límite norte de los lotes 1 bis, 1 y 2 hasta su intersección con el río Lácteo. Por el este, la margen izquierda del río Lácteo hasta la desembocadura del desagüe del lago Volcán en el lago Belgrano. De aquí continúa hacia el este por la margen norte del lago Belgrano y continúa por la margen de dicho lago hasta encontrar la línea límite entre los lotes 8 y 9, en la margen sur del lago Belgrano. De aquí con rumbo sur por la línea límite de los lotes 8, 9, 12 y 13 hasta encontrar el esquinero sudeste del lote 12. Desde este punto con rumbo oeste por el límite sur del lote 12 hasta el esquinero común a los lotes 11, 12, 19 y 20. Desde aquí con rumbo sur por el límite este de los lotes 20 y 21 hasta dar con una línea que corre de este a oeste a un kilómetro al sur del extremo sur del lago Nansen, la cual se prolongará hacia el oeste hasta encontrar el límite internacional con la República de Chile. Por el oeste el límite será el límite internacional con la República de Chile.

La ley también declaró reservas nacionales, entre ellas a la reserva nacional Perito Moreno:

13. - RESERVA NACIONAL PERITO MORENO
 Por el norte desde la margen izquierda del río Lácteo hacia el este por el límite norte de los lotes 2 y 3 de la fracción A de la Colonia General Paz, hasta encontrar la margen derecha del río Belgrano. Al este por la margen derecha del río Belgrano hasta la intersección con el límite de los lotes 7 y 8. Desde aquí por el límite este de los lotes 8 y 13. Al sur por el límite sur del lote 13 y al oeste por el límite oeste de los lotes 8 y 13 hasta su encuentro con la margen sur del lago Belgrano. De aquí por la margen sur del citado lago hacia el este y por toda la margen del mismo lago hasta encontrar la margen izquierda del desagüe del lago Volcán, en la desembocadura en el lago Belgrano. Desde este punto por la margen izquierda del citado desagüe hasta encontrar la desembocadura del río Lácteo. Desde aquí por la margen izquierda del río Lácteo hacia el noreste hasta encontrar el límite común a los lotes 2 y 22, punto de partida de la presente descripción.

## Geografía

### Clima
La latitud, la altitud y la cercanía a los macizos montañosos nevados determinan el riguroso clima del parque. Durante el verano es de templado-frío a frío. Las temperaturas máximas rara vez superan los 15 °C y son habituales las inferiores a 0 °C. El resto del año es glacial, especialmente en invierno, cuando las mínimas suelen alcanzar los –30 °C. Las lluvias se incrementan de este a oeste, allí donde las nubes cubren casi constantemente la cordillera de los Andes. Las precipitaciones níveas suceden en cualquier época del año, y en verano no se limitan a las cimas que rodean al parque, sino que pueden alcanzar, súbitamente, la zona de estepa. Los vientos constantes y dominantes provienen del oeste, por lo cual son sumamente fríos. Suelen soplar a más de 100 km por hora.

### Relieve
El parque se ubica a aproximadamente 900 m s. n. m., altura a la cual se encuentran los valles habitados. Una serie de cordones montañosos que suceden de este a oeste y de norte a sur, semejando, para el observador que se ubique en el amplio valle de ingreso al parque, un imponente anfiteatro. Dentro del área protegida el pico más alto es el cerro Heros, de 2770 m s. n. m. Cerca de este, pero ya fuera del parque, surge imponente el cerro San Lorenzo, con 3700 m s. n. m., generalmente cubierto por nubes. Al norte del lago Belgrano se alza el cerro León (1380 m s. n. m.), y al este del mismo lago, el Gorra de Vasco (1140 m). Dentro del parque también se distingue la sierra Colorada, de unos 1200 m s. n. m., cuya ladera oeste es muy abrupta, y cuya coloración hace honor a su nombre.

### Hidrografía
Se distinguen dos cuencas principales, una de vertiente pacífica y la otra, atlántica. Ocho son los lagos principales que las conforman, además de ríos y arroyos.
De la cuenca que vierte sus aguas al océano Pacífico forman parte el lago Mogote, que desemboca en el Península, el cual a su vez vierte su caudal al lago Volcán.
La cuenca de vertiente atlántica es la del lago Burmeister (ubicado a 932 metros sobre el nivel del mar), de plomizas aguas. Los ríos Punta Bandera y Blanco, a través del Perdices, desagotan su caudal en él. A su vez, el lago desagua, por intermedio del río Roble, en el Belgrano, y este en el Chico, el cual, luego de cruzar toda la Patagonia, llega al estuario del río Santa Cruz, que finalmente desemboca en el Atlántico. Además, dentro del parque existen gran cantidad de lagunas y arroyos.

## Flora y fauna
Fauna
De las 24 especies de  que alberga el área, solamente una es exótica . Además, es posible que una especie autóctona más se encuentre dentro de sus lindes. Se trata del gato pajero o gato del pajonal, que figura como amenazado en las listas nacionales. El gato huiña , otro felino bajo amenaza, halla refugio aquí. Entre los representante de los cánidos se halla el zorro gris chico . 
Los guanacos abundan, y las manadas de estos tranquilos camélidos son frecuentes, especialmente en la península del lago Belgrano. La especie más temida de la región es el puma (Puma concolor). Existen también gato montés, zorro colorado, piche, hurón, zorrino, tucu-tucu, huemul (Hippocamelus bisulcus), un cérvido autóctono muy amenazado que encuentra en el parque refugio seguro y en invierno desciende a los valles en busca de alimento, y pilquín, también llamado chinchillón anaranjado o vizcacha de las sierras, que vive en los rocosos acantilados. Este pilquín es exclusivo de Santa Cruz y áreas linderas de Chile, y diferente a la otra especie que habita la Patagonia.

Dentro de este Parque se han registrado 115 especies de aves, 5 de las cuales nidifican en él. Entre ellas se encuentra el macá tobiano (Podiceps gallardoi), amenazado de extinción, ave acuática protegida sólo en este Parque. También amenazado, pero protegido en otros parques patagónicos, observamos sobrevolar la zona al halcón peregrino (Falco peregrinus). Pueblan la estepa distintas especies de corraleras y, entre los coirones, crían las 4 especies de agachonas o chorlos aperdizados. En lo más alto de los cerros se pueden ver cóndores en abundancia, algunas águilas, como la mora, y bandadas de diucas. En las lagunas son frecuentes el flamenco austral (Phoenicopterus chilensis), las avutardas, varias especies de patos (Anas spp.) como el pato vapor y el pato picazo, los hualas, etc. Hay referencias de la presencia de cisnes de cuello negro (Cygnus melancoryphus) y el cisne coscoroba.
Los ríos y lagos están poblados por un pez autóctono, llamado localmente “peladilla”, que es comestible. Afortunadamente no han sido introducidas especies exóticas, como sucede en otros parques patagónicos, por lo que es posible que sobreviva la ictiofauna nativa.
Flora 
En lo que se refiere a flora, el parque tiene tres sectores claramente delimitados: la estepa, representada por densos coironales y ejemplares de mata torcida; una zona de transición con vegetación achaparrada caracterizada (tussok); un bosque achaparrado constituido principalmente por ñire y lenga y un bosque clímax constituido casi exclusivamente por lengas que se localizan principalmente en las zonas costeras de los lagos Nansen y Azara.

## Administración
Por resolución n.º 126/2011 de la Administración de Parques Nacionales de 19 de mayo de 2011 se dispuso que parque nacional encuadrara para los fines administrativos en la categoría áreas protegidas de complejidad III, por lo cual tiene a su frente un intendente designado, del que dependen 4 departamentos (Administración; Obras y Mantenimiento; Guardaparques Nacionales; Conservación y Uso Público) y la división de Despacho y Mesa de Entradas, Salidas, y Notificaciones. La intendencia tiene su sede en la localidad de Gobernador Gregores.

## Ampliación
El 2 de mayo de 2016 el presidente Mauricio Macri dictó el decreto n.º 641/2016 que creó la reserva natural silvestre El Rincón de 15 175 ha. en tierras adyacentes al parque nacional Perito Moreno donadas por el conservacionista ambiental Douglas Tompkins. Su declaración como reserva natural silvestre es transitoria hasta tanto el Congreso Nacional la incorpore por ley al parque nacional Perito Moreno.